# Viktor Klima
Viktor Klima, född 4 juni 1947 i Schwechat i Niederösterreich, är en österrikisk socialdemokratisk (SPÖ) politiker. Han var partiledare och förbundskansler 1997–2000.
Innan Klima inledde sin politiska karriär tjänstgjorde han 1969–1992 på det statliga oljebolaget OMV AG. Han var transportminister 1992–1996 och finansminister 1996–1997 under förbundskansler Franz Vranitzky som han sistnämnda år efterträdde. Som förbundskansler ledde han en stor koalitionsregering där kristdemokratiska Folkpartiet (ÖVP) ingick och där Wolfgang Schüssel var vice kansler. Klima avgick efter val till nationalrådet 1999 då Frihetspartiet (FPÖ) under Jörg Haider vunnit stora framgångar och tillsammans med Folkpartiet kunde bilda regering med Schüssel som förbundskansler.
Efter den politiska karriären återvände Klima till affärsvärlden och började arbeta för Volkswagen i Argentina.